# سیچوان ایرلاینز

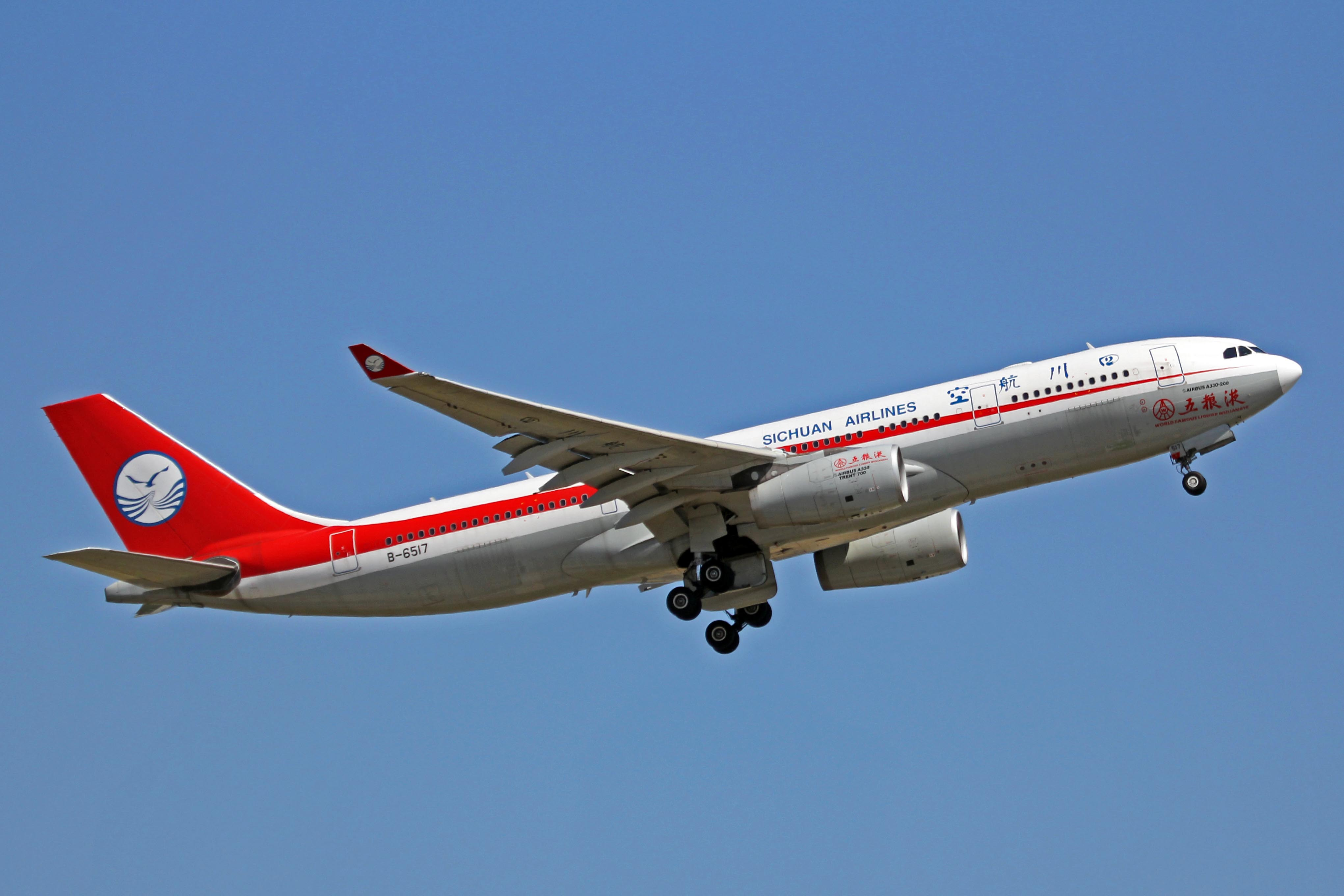
هواپیمای ایرباس ای۳۳۰ متعلق به سیچوان ایرلاینز

سیچوان ایرلاینز (به انگلیسی: Sichuan Airlines) شرکت هواپیمایی چینی است، که در سال ۱۹۸۶ تأسیس شد و در حال حاضر روزانه به ۶۰ مقصد در آسیا، اقیانوسیه و آمریکای شمالی، پروازهای مستقیم دارد. هواپیمایی جنوبی چین با در اختیار داشتن ۴۰٪ درصد، شاندونگ ایرلاینز و شانگهای ایرلاینز هر یک با ۱۰٪ درصد، سهام‌داران اصلی این شرکت به‌شمار می‌آیند.
دفتر مرکزی شرکت سیچوان ایرلاینز در شهر چنگدو، سیچوآن، جمهوری خلق چین قرار دارد و فرودگاه بین‌المللی چنگدو شوانگلیو، فرودگاه بین‌المللی چنگچینگ ییانگبی و فرودگاه بین‌المللی کونمینگ چانگشوی، قطب‌های این شرکت هواپیمایی به‌شمار می‌آیند. این شرکت در حال حاضر در ناوگان هوایی خود، دارای ۸۳ فروند هواپیمای جت مسافربری می‌باشد.